# Leucospis buchi
Leucospis buchi is een vliesvleugelig insect uit de familie Leucospidae. De wetenschappelijke naam is voor het eerst geldig gepubliceerd in 1968 door Hedqvist.